# Duchés unis de Juliers-Clèves-Berg
1521–1609
Entités précédentes :
- Duché de Juliers
- Duché de Clèves
- Duché de Berg

Entités suivantes :
- Brandebourg-Prusse
- Palatinat-Neubourg

Les duchés unis de Juliers-Clèves-Berg (en allemand : Vereinigte Herzogtümer Jülich-Kleve-Berg) est le nom donné à une ancienne entité couvrant le Land allemand actuel de Rhénanie-du-Nord-Westphalie et la province néerlandaise de Gueldre.
De 1521 à 1609, le territoire consistait une réunion d'États en union personnelle, tous des territoires reichsfrei du Saint-Empire romain germanique.
Après le congrès de Vienne (1815), le nom a été donné à une province du royaume de Prusse pour une courte durée, entre 1815 et 1822, la province de Juliers-Clèves-Berg.

## Souverains de Juliers-Clèves-Berg
| Portrait                 | Nom                                | Dynastie           | Début du règne | Fin du règne   | Notes |
| ------------------------ | ---------------------------------- | ------------------ | -------------- | -------------- | --- |
| Jean III de Clèves       | Jean III de Clèves 1490-1539       | Maison de La Marck | 15 mars 1521   | 6 février 1539 | Premier souverain des duché unis de Juliers, de Clèves et de Berg avec le comtés de La Marck et de Ravensberg en Westphalie. |
| Guillaume de Clèves      | Guillaume de Clèves 1516-1592      | Maison de La Marck | 6 février 1539 | 5 janvier 1592 | Duc de Juliers-Clèves-Berg, comte de La Marck et de Ravensberg.                                                              |
| Jean-Guillaume de Clèves | Jean-Guillaume de Clèves 1562-1609 | Maison de La Marck | 5 janvier 1592 | 25 mars 1609   | Duc de Juliers-Clèves-Berg, comte de La Marck et de Ravensberg ; évêque de Münster 1574-1584.                                |